# 亚历山德鲁·诺瓦克
亚历山德鲁·米哈伊塔·诺瓦克（羅馬尼亞語：Alexandru Mihăiță Novac，1997年3月24日—）生于阿德茹德，是一名罗马尼亚男子田径运动员，主攻标枪。他在九岁时开始练习标枪，当时他的体育教师在学校发现他的才能，便鼓励他练标枪。2021年8月，他在东京奥运上获得男子标枪第12名。同年年底，他获得年度最佳罗马尼亚田径运动员奖。